# Farmington (hrabstwo Waupaca)
Farmington – miasto w Stanach Zjednoczonych, w stanie Wisconsin, w hrabstwie Waupaca.